# Edwin Hubble
Edwin Powell Hubble (Marshfield, 20 novembre 1889 – San Marino, 28 settembre 1953) è stato un astronomo e astrofisico statunitense.
Era noto in vita principalmente per la scoperta, assieme a Milton Humason, nel 1929, della legge empirica dello spostamento verso il rosso, oggigiorno universalmente nota come legge di Hubble, la cui interpretazione in termini di velocità di recessione è coerente con le soluzioni di Alexander Friedman e Georges Lemaître delle equazioni di Einstein per uno spaziotempo omogeneo isotropo e in espansione.

## Biografia
All'età di 10 anni si rese conto che oltre al sole erano presenti altri corpi celesti simili.
I primi studi di Hubble presso l'Università di Chicago si concentrarono su matematica e astronomia. Si diplomò nel 1910; passò i tre anni seguenti come borsista Rhodes presso il The Queen's College a Oxford, dove studiò legge e ricevette un diploma Master.

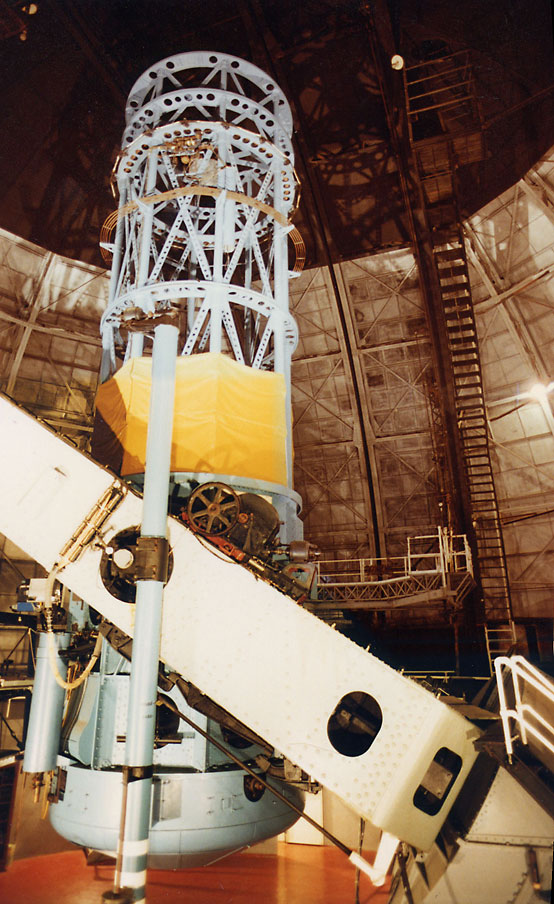
Il telescopio Hooker usato da Hubble

Tornò all'astronomia presso l'Osservatorio Yerkes dell'Università di Chicago, dove conseguì il dottorato nel 1917, e George Ellery Hale gli offrì un posto nel suo staff. Hale era il fondatore e direttore dell'Osservatorio di Monte Wilson della Carnegie Institution, vicino a Pasadena. Hubble rimase con la Carnegie fino alla sua morte per infarto nel 1953.
Il suo arrivo all'Osservatorio di Monte Wilson fu all'incirca contemporaneo al completamento del telescopio Hooker da 100 pollici, allora il più potente del mondo. Le osservazioni di Hubble condotte tra il 1923 e il 1924 con l'Hooker stabilirono, senza ombra di dubbio, che gran parte delle cosiddette nebulose a spirale, prima osservate con telescopi meno potenti, non facevano parte della nostra galassia come si credeva, ma erano esse stesse galassie, poste al di fuori della Via Lattea. Ciò fu possibile dopo che Hubble osservò per la prima volta la stella V1, una variabile cefeide nella Galassia di Andromeda, determinandone la distanza con sufficiente precisione e smentendo la precedente teoria, sostenuta anche dal collega Harlow Shapley, sull'appartenenza di tali nebulose alla nostra galassia. L'annuncio di questa scoperta rivoluzionaria fu dato il 30 dicembre 1924.
Il telescopio Hooker fu usato da Hubble anche per misurare i redshift delle galassie. Unendo le sue misure delle distanze delle galassie e le misure dei redshift scoprì una proporzionalità tra le due misure. Hubble ottenne un valore di proporzionalità di 500 km/s/Mpc,
che è molto superiore al valore attualmente accettato di 71 km/s/Mpc. L'errore era dovuto a una non corretta calibrazione delle distanze.
Nel 1929 Hubble, assieme a Milton Humason, formulò la legge empirica di distanza di redshift delle galassie, oggi nota come legge di Hubble, che portò al concetto di universo in espansione. Se il redshift è interpretato come misura di velocità di allontanamento, allora esso indica uno spazio in espansione omogenea. Questa scoperta successivamente ha portato alla formulazione della teoria del Big Bang da parte di Georges Edouard Lemaître e George Gamow. Nel 1917 Albert Einstein aveva avuto gli stessi risultati nella teoria della relatività generale ma, non volendo accettare le implicazioni cosmologiche che potevano conseguirne, introdusse nelle equazioni una costante cosmologica. Quando Einstein venne a conoscenza della scoperta di Hubble, disse che quella costante era stato l'errore più grande della sua vita.
Poco prima della sua morte, il telescopio Hale da 200 pollici dell'Osservatorio di Monte Palomar venne completato. Hubble fu il primo a usarlo.
Hubble, inoltre, inventò un sistema di classificazione per le galassie, raggruppandole secondo contenuto, distanza, forma, dimensione e brillantezza.

## Riconoscimenti
Nel 1940 ricevette la Medaglia d'Oro della Royal Astronomical Society.
Il telescopio spaziale Hubble è chiamato così in suo onore.
Gli è stato dedicato un asteroide, il 2069 Hubble, e un cratere lunare di 80 km di diametro.